# Hagen Hauptbahnhof
Hagen Hauptbahnhof – główna stacja kolejowa w Hagen, w zagłębiu Ruhry, w Niemczech. Stacja została otwarta w 1848, a budynek dworca pochodzi z 1910.